# Ayabe
Ayabe (jap. 綾部市 Ayabe-shi) – miasto w Japonii, na wyspie Honsiu, w prefekturze Kioto.

## Położenie
Miasto leży w północnej części prefektury Kioto. Sąsiaduje z miastami: 
- Maizuru
- Fukuchiyama
- Nantan
- Takahama
- Ōi

## Historia
Miasto powstało 1 sierpnia 1950 roku. 

## Miasta partnerskie
- Chiny: Changshu[1]
- Izrael: Jerozolima[1]